# Prawda (zespół muzyczny)
Prawda – wrocławski zespół punkrockowy powstały w 1994 r. Zespół powstał jako kontynuacja działalności Zwłok, a jego członkowie grali lub grają w takich kapelach jak Hurt, Mechaniczna Pomarańcza, Stage of Unity, Powerocks, Holden Avenue czy Dust Blow.

## Skład
- Sławomir „Melon” Świdurski – śpiew
- Adam „Głodny” Hajdasz - gitara basowa
- Paweł "Pajek" Pajdo – gitara, śpiew
- Piotr Honczak Marszałek – gitara, śpiew
- Kamil Filipczak – perkusja

## Dyskografia
- „Biologia z drugiej strony” (1995)[1]
- „Zmierzch” (1998)[2]
- „Piosenki poprawne politycznie” (2001)[3]
- „Radio swoboda” (2005)[4]
- „Dobrzy, Brzydcy, Źli” (2007)[5]
- „77” (2007)[6]
- „Chaos In Poland” (2017)[7]
- "Tu jest Prawda" (2020)[8]
- "W Połowie Drogi Donikąd" (2024)[9]